# Ravine Crabier
Die Ravine Crabier ist ein kurzer Fluss an der Südküste von Dominica im Parish Saint Mark. Zusammen mit der Ravine Grassa handelt es sich um die südlichsten Bäche auf Dominica.

## Geographie
Die Ravine Crabier entspringt am westlichen Gipfel des Morne Crabier, eines Vulkankegels im größeren Krater von Soufrière. Sie entsteht aus zahlreichen kleinsten Bächen, fließt nach Süden und mündet nach nur 800 Metern an der Südspitze von Dominica in das Karibische Meer (Martinique-Kanal).